# مختاراقاه
مختاراقاه یک منطقهٔ مسکونی در امارات متحده عربی است که در فجیره واقع شده‌است. مختاراقاه ۴۰۴ متر بالاتر از سطح دریا واقع شده‌است.